# سانتیاگو گونزالس (تنیس‌باز)
 سانتیاگو گونزالس (اسپانیایی: Santiago González‎؛ زاده ۲۴ فوریهٔ ۱۹۸۳) یک تنیس‌باز اهل مکزیک است.